# 봄날 (영화)
《봄날》은 2022년에 개봉한 대한민국의 영화이다.

## 배역
- 손현주: 강호성 역
- 박혁권: 강종성 역
- 정석용: 양희 역
- 박소진: 강은옥 역
- 정지환: 강동혁 역
- 손숙: 정님 역
- 허정도: 오석주 역
- 장용: 강호성의 외삼촌 역
- 이지훈 : 정배 역
- 김기정